# Kanarieduva
Kanarieduva (Columba bollii) är en fågel i familjen duvor inom ordningen duvfåglar som enbart förekommer i västra Kanarieöarna.

## Utseende och läten
Kanarieduvan är en rätt stor duva med en längd på 35-38 centimeter, mest lik en stor och långstjärtad skogsduva (C. oenas). Den är genomgående mörkt gråblå med svartare vingpennor, en blekare grå stjärt med svart ändband samt en metallglänsande grön och vinrödbrun fläck på halssidan. Näbben är röd och ögat är gult. Lätet är ett lågmält, dovt hoande. Den lyfter med smattrande vingar och avger ett fint visslande ljud under promenadflykt. I flykten ser den ofta ihopfällda stjärten tvärt avskuren ut.

## Utbredning och levnadsmiljö
Arten förekommer i västra Kanarieöarna på La Palma, Gomera, El Hierro och Teneriffa, där den förekommer i tät lagerskog i bergstrakter, framför allt i raviner. Den kan också ses i hedlika miljöer med Myrica faya och Erica arborea, och ibland även i rätt öppna miljöer som jordbruksområden. Den är i stort en stannfågel men kan röra sig till lägre nivåer i slutet på sommaren i jakt på föda. Fynd av benlämningar kan tyda på att arten tidigare förekom även på Gran Canaria och det finns även en möjlig observation från sent 1800-tal.

## Levnadssätt
Kanarieduvan är en skygg och svårsedd fågel som livnär sig huvudsakligen av frukt, men också säd, knoppar, löv och skott. Den kan samlas i större antal vid fruktbärande träd. De hetaste timmarna på dagen tillbringar den i skugga.
Fågeln häckar mellan januari och september, men vanligen under våren Boet är ett typiskt slarvigt duvbo placerat huvudsakligen mellan sex och åtta meter ovanför marken. Den lägger endast ett ägg, men kan hinna med två till tre kullar. Svartråtta är en påtaglig bopredator som ligger bakom i stort sett alla misslyckade häckningar på Teneriffa.

## Status och hot
Arten har länge minskat i antal till följd av att lagerskogarna på Kanarieöarna successivt huggits ner. Sedan 20 år är den på väg tillbaka och ökar ständigt i antal. Trots att kanarieduvan har ett begränsat utbredningsområde och en relativt liten världspopulation så kategoriserar Internationella naturvårdsunionen IUCN den sedan 2011 som livskraftig, från att ha bedömts som sårbar fram till år 2000 och sedan nära hotad. 2007 uppskattades världspopulationen till mellan 5.000 och 20.000 individer.